# Aneides ferreus
Espèce
Statut de conservation UICN

 NT  : Quasi menacé
Aneides ferreus est une espèce d'urodèles de la famille des Plethodontidae.

## Répartition
Cette espèce est endémique au Nord-Ouest Pacifique. Elle se rencontre dans le nord de la Californie et dans l'ouest de l'Oregon.

## Publication originale
- Cope, 1869 : A review of the species of Plethodontidae and Desmognathidae. Proceedings of the Academy of Natural Sciences of Philadelphia, vol. 21, p. 93-118 (texte intégral).